# Bernhard Afinger

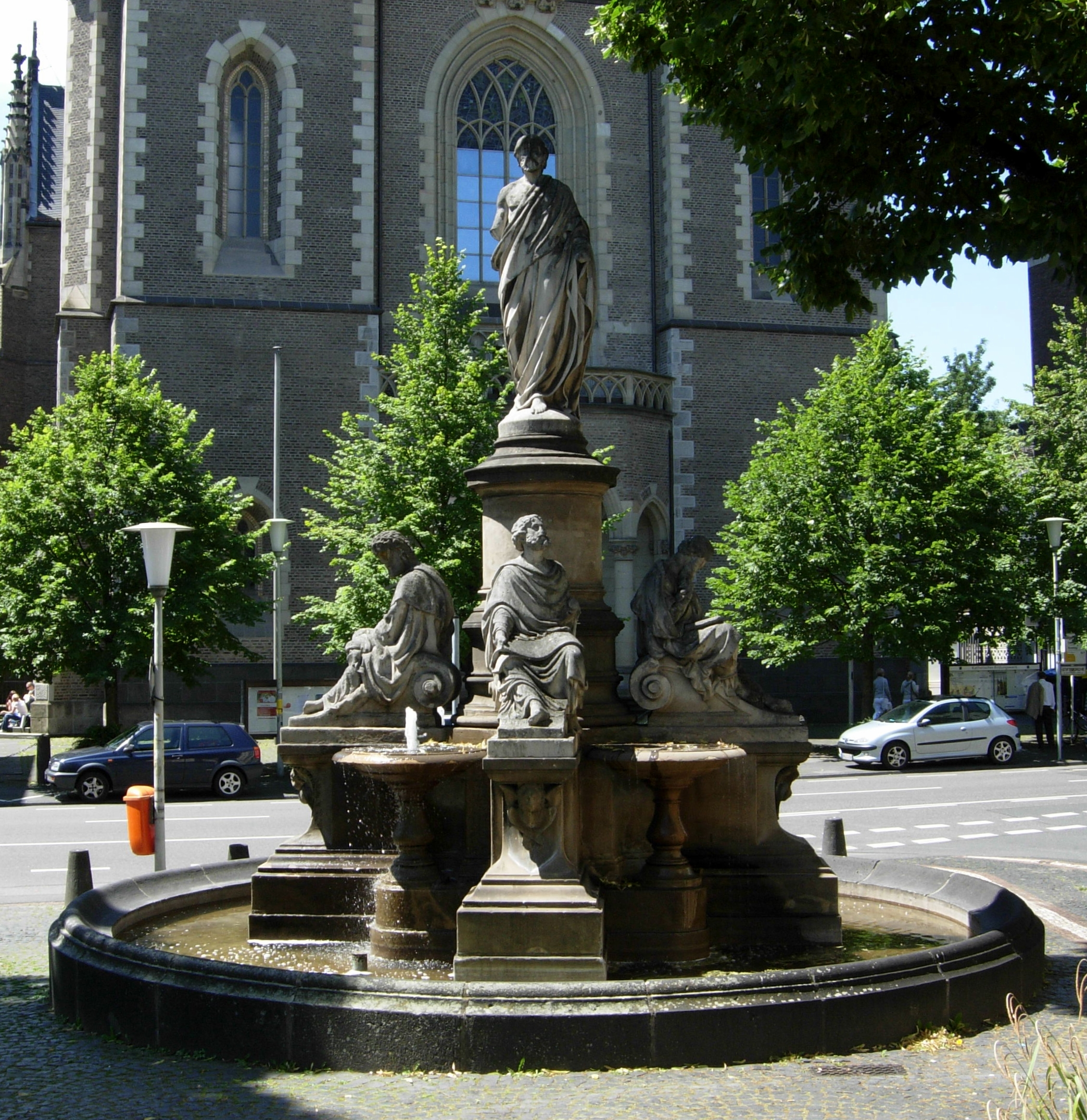
Studnia Chrystusa w Bonn autorstwa Afingera

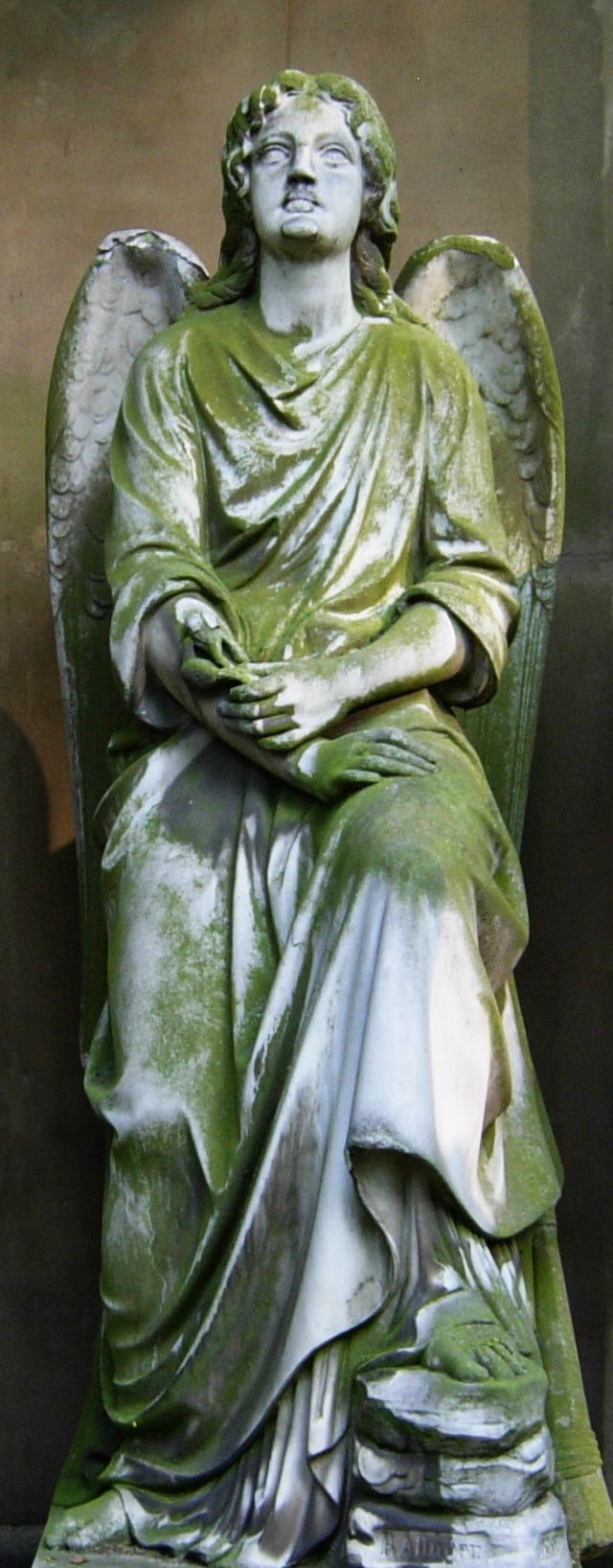
anioł Zmartwychwstania

Bernhard Afinger, lub Affinger (ur. 6 maja 1813 w Norymberdze, zm. 25 grudnia 1882 w Berlinie) – niemiecki rzeźbiarz.

## Życiorys
Afinger był z wykształcenia hydraulikiem, po nauce zawodu zatrudniony został w fabryce wyrobów ze srebra (Silberplattenfabrik). Idąc za radą klasycystycznego rzeźbiarza Christiana Daniela Raucha przeniósł się do Berlina, gdzie pracował w jego atelier do 1846. Stworzył liczne popiersia portretowe i medaliony współczesnych mu znanych osobistości, takich jak Alexander von Humboldt, utrzymane w stylu i tradycji późnego klasycyzmu. W 1874 został mianowany profesorem Królewskiej Akademii w Berlinie. Dodatkowo trudnił się tworzeniem rzeźb nagrobkowych oraz motywów religijnych w stylu neogotyckim.

## Realizacje
- Berlin: popiersie Rudolfa Virchowa (1882) dla oddziału patologii kliniki Charité
- Berlin: medalion okulisty Albrechta von Graefe´a
- Bonn: figura Ernsta Moritza Arndta, (1864) odsłonięta 29 lipca 1865 na bastionie Alter Zoll – odlew z brązu wykonany przez odlewnię Georga Ferdinanda Howaldta w Brunszwiku
- Bonn: Studnia Chrystusa (1873) z czterema ewangelistami, obecnie znajduje się w Bonn na Stiftsplatz
- Bonn: marmurowe popiersie psychiatry Christiana Friedricha Nasse (1856) na starym cmentarzu (Alter Friedhof)
- Bonn: brązowe popiersie członka kapituły katedralnej Johanna Baptysty Baltzera (1876) również na starym cmentarzu (Alter Friedhof)
- Bonn: medalion fabrykanta Nisa Clasona (1863) (Alter Friedhof)
- Bonn: medalion dla M. Henrietty Clason żony Nisa Clasona, (1862) (Alter Friedhof)
- Greifswald: współpraca przy pomniku Heinricha Rubenowa, projekt czterech siedzących postaci, wyobrażających cztery fakultety
- Szczecin: figura Ernsta Moritza Arndta, w dawnym Quistorppark, cementowa kopia pomnika z Bonn
- Eisenach: popiersie Fritza Reutera na jego nagrobku (1875)
- Laasow: (dzisiaj dzielnica Vetschau): anioł zmartwychwstania na grobie rodzinnym hrabiów von Pourtalès (marmur) (1857)
- Wuppertal: marmurowe popiersie Wilhelma Werlé (1881)
- Żagań: popiersie księżnej Doroty de Talleyrand-Perigord, księcia Piotra von Biron, figury św. Doroty i św. Katarzyny – kościół pw. Krzyża św. w Żaganiu